# Tonari no kaibucu-kun
Tonari no kaibucu-kun (japonsky となりの怪物くん?; v překladu Můj soused je příšera) je japonská šódžo manga, kterou napsala a nakreslila Robico. Manga vycházela od 23. srpna 2008 do 24. června 2013 v časopise Dessert nakladatelství Kódanša a souborně byla vydána ve dvanácti svazcích tankóbon. V lednu 2014 pak byl vydán ještě přídavek v podobě třináctého svazku, který celý příběh uzavírá. Jednotlivé kapitoly svazku vycházely od 24. srpna do 22. listopadu 2013 v témže časopisu.
Příběh mangy pojednává o vztahu mezi dívkou Šizuku Mizutani, kterou nezajímá nic jiného než učení a plány do budoucna, a problémovým chlapcem Haru Jošidou, jenž je ve škole jejím sousedem v lavici, ale do školy chodí jen zřídka. Jednoho dne má však Šizuku Haruovi zanést učení domů, přičemž se oba skamarádí a začnou spolu trávit čím dál více času.
Manga se také dočkala zpracování v podobě třináctidílného animovaného seriálu, jejž vyrobilo studio Brain's Base pod taktovou režiséra Hira Kaburakiho. Byl premiérově vysílán od 2. října do 25. prosince 2012 a pokrývá přibližně polovinu děje mangy. V květnu 2017 byl představen hraný film, který měl premiéru o rok později, a to v dubnu 2018. Objevili se v něm Masaki Suda (Haru) a Tao Cučija (Šizuku).